# スーパースター・ビリー・グラハム
スーパースター・ビリー・グラハム（"Superstar" Billy Graham、本名：Eldridge Wayne Coleman、1943年9月10日 - 2023年5月17日）は、アメリカ合衆国のプロレスラー。アリゾナ州パラダイスバレー出身。
1970年代を代表する文字通りのスーパースター。1980年代以降続々と登場するハルク・ホーガン、ジェシー・ベンチュラ、ランディ・サベージなどのボディビルダー系、マッチョマン系と称されるタイプのレスラーたちのモデルとなった人物。来日した際に付けられたキャッチコピーは「鉄腕」。
怪力と反則を駆使したスタイルでテクニックには乏しかったが、観客とのやり取りやマイクパフォーマンスには抜群の才能を発揮し、ヒールでありながら驚異的な人気を誇った。ホーガンやベンチュラも、もともとは彼の熱狂的なファンであった。饒舌で知られるリック・フレアーも、グラハムの話術をコピーしたと告白している。サイケデリックな色彩の絞り染めのロングタイツとバンダナのリングコスチューム、現役晩年に用いられたスキンヘッドとラウンド髭といったスタイルも、後年のレスラーに大きな影響を残している。一方、プロモーション・インタビューの慣習がなく言葉の通じない日本のマット界では現役当時の評価は低く、「木偶の坊」「期待外れ」などと呼ばれた。

## 来歴
10代の頃からアメリカンフットボールや陸上の投てき競技で活躍し、ボディビルのコンテストでは優勝経験も持つ。1968年にAFLのオークランド・レイダースとヒューストン・オイラーズのトライアウトに参加したが、ロースターには残れず、CFLのカルガリー・スタンピーダーズからも開幕前に解雇された。以後、同じくCFLのモントリオール・アルエッツと契約し、5試合にディフェンシブエンドとして出場した。その後、ボディビルで鍛えた肉体を活かすべくプロレスに転向、CFLの先輩でもあるスチュ・ハートのトレーニングを受け、1970年1月に本名のウェイン・コールマン名義でデビュー。
同年夏、NWAのロサンゼルス地区にてドクター・ジェリー・グラハムと出会い、長男ジェリー、次男エディ・グラハム、三男ルーク・グラハムからなるグラハム兄弟の「末弟」としてスーパースター・ビリー・グラハムのリングネームを名乗った。スーパースターは当時大ヒットしていたミュージカル『ジーザス・クライスト・スーパースター』から、ビリーはキリスト教伝道師のビリー・グラハムからそれぞれ付けられたとされる。その後はサンフランシスコ地区に北上。1971年1月7日にパット・パターソンと組み、レイ・スティーブンス&ピーター・メイビアから同地区認定のNWA世界タッグ王座を奪取した。
1972年10月よりAWAに参戦。ワフー・マクダニエルとの抗争で名を売り、1974年8月16日にはビル・ロビンソンを破ったとして、AWAと提携していた国際プロレスのIWA世界ヘビー級王座を獲得。同年9月、王者として国際プロレスの『スーパー・ワイド・シリーズ』に初来日。9月15日の後楽園ホールでの開幕戦ではアニマル浜口を一蹴、試合後には「ハマグチなんて若僧は口ほどでもない。日本で俺に勝てる奴なんていないだろう」などと豪語した。10月1日に大分の大分県立荷揚町体育館、10月5日に名古屋の愛知県体育館にてマイティ井上の挑戦を退け防衛に成功。10月7日の越谷大会で井上に敗れタイトルは失ったものの、同じボディビル出身の浜口とのベンチプレス対決など数々の話題を残した。浜口は「とにかくすごい奴だ。ベンチプレスには負けない自信があったが、あんな馬力の持ち主とは」とのコメントを残している。シリーズ中はAWAでも共闘していたバロン・フォン・ラシクと組み、9月23日に日大講堂にてラッシャー木村&グレート草津のIWA世界タッグ王座にも挑戦している。また、後楽園大会では、入場曲として前述のミュージカル『ジーザス・クライスト・スーパースター』のテーマ曲「スーパースター」が流された。これは日本のプロレス界で使用された入場テーマ曲の草分けである。

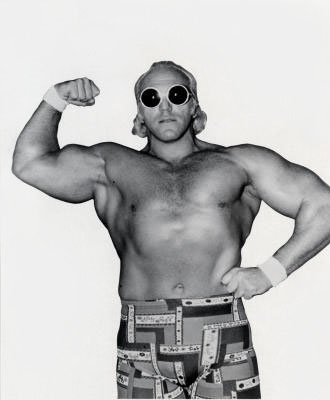
1975年

1975年はテキサス東部のダラス地区にて、4月4日にブラックジャック・ランザ、8月5日にマッドドッグ・バションからテキサス・ブラスナックル王座を奪取。その後、ノースカロライナ地区を経て、10月よりグラン・ウィザードをマネージャーに迎えてWWWFに初参戦。12月15日にはニューヨークのマディソン・スクエア・ガーデンに初登場し、ドミニク・デヌーチを9秒で一蹴。翌1976年1月12日の定期戦では、ブルーノ・サンマルチノのWWWFヘビー級王座に挑戦してカウントアウト勝ちを収めている（タイトルは移動せず）。
同年8月には、WWWFとの提携ルートで新日本プロレスに初参戦。9月3日にイワン・コロフとの怪力コンビ（後のWWWF悪党王者コンビ）で坂口征二&ストロング小林の北米タッグ王座に挑戦し、9月10日には品川にてアントニオ猪木とシングルマッチで対戦した。
帰国後はNWA圏のフロリダ地区（エディ・グラハム主宰のチャンピオンシップ・レスリング・フロム・フロリダ）に参戦。11月22日にダスティ・ローデスからNWAフロリダ・ヘビー級王座を、翌1977年4月2日にはオックス・ベーカーと組んでジャック・ブリスコ&ジェリー・ブリスコからNWAフロリダ・タッグ王座を奪取した。その勢いでWWWFに戻り、1977年4月30日、メリーランド州ボルティモアにてサンマルチノを破りWWWFヘビー級王座を獲得、第7代王者となる。

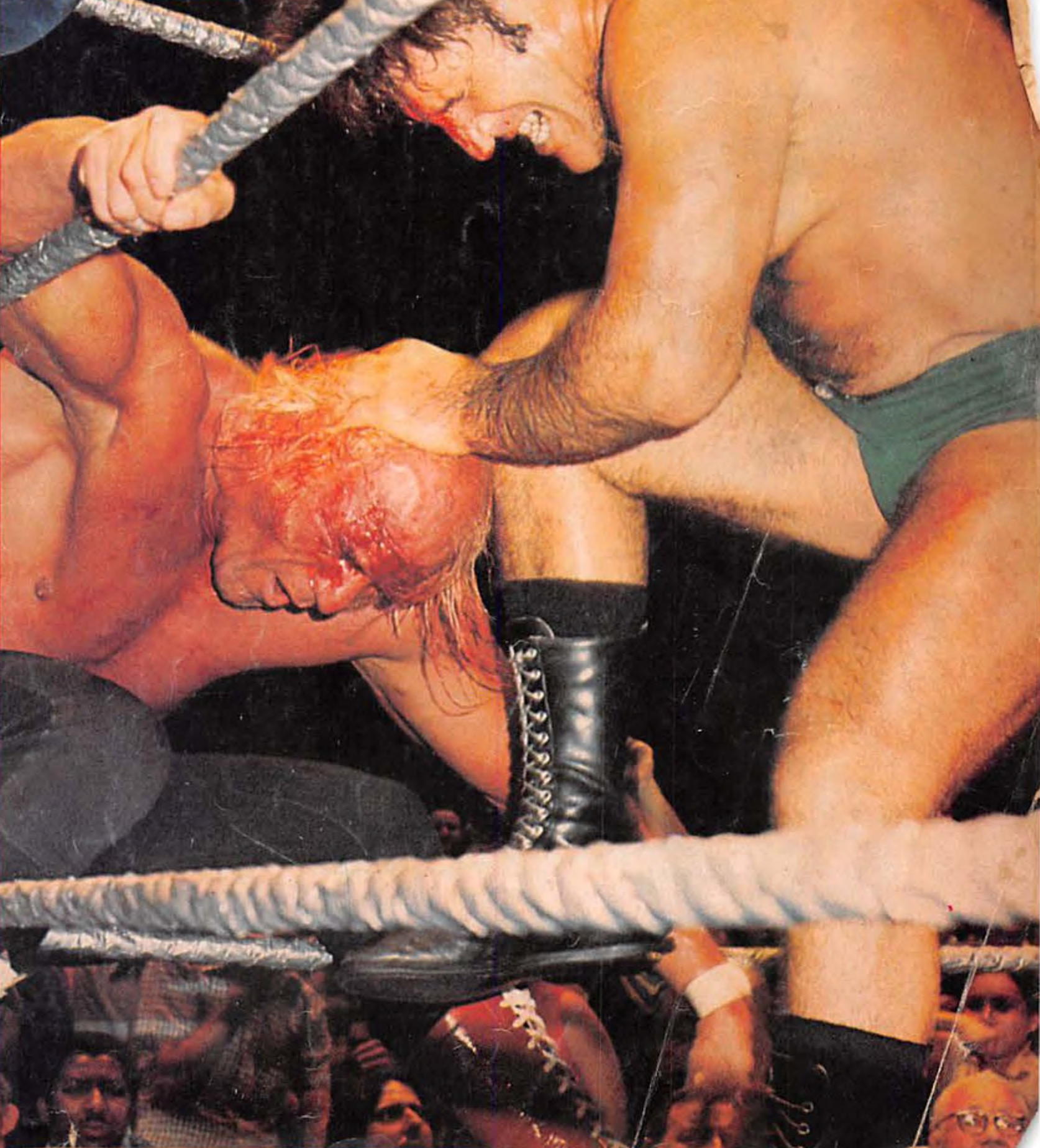
ブルーノ・サンマルチノと対戦するグラハム（1978年）

王座戴冠後は「悪党チャンピオン」として、前王者サンマルチノ、ローデス、メイビア、ボボ・ブラジル、ミル・マスカラス、ゴリラ・モンスーン、チーフ・ジェイ・ストロンボー、トニー・ガレア、ロッキー・ジョンソン、イワン・プトスキー、ヘイスタック・カルホーンなどのベビーフェイス勢を相手に防衛戦を行い、1978年2月20日にマディソン・スクエア・ガーデンでボブ・バックランドに敗れるまで10ヵ月間王座を保持。当時のWWWFでヒールの王者がこれだけの長期政権を築いたのは極めて異例のことであり、MSGの定期戦を毎月ソールドアウトにするなど、悪役人気の高さが窺い知れる。なお、王座陥落直前の1978年2月には新日本プロレスに再来日し、2月8日に日本武道館にて坂口とタイトルマッチを行い、リングアウト勝ちで防衛に成功している。また、同年1月25日にはフロリダ州マイアミのマイアミ・オレンジボウルにて開催された『スーパーボウル・オブ・レスリング』において、当時のNWA世界ヘビー級王者ハーリー・レイスとの史上初のダブルタイトルマッチも行われた（60分時間切れ引き分けで両者タイトル防衛）。
王座陥落後の1979年4月、国際プロレスに再来日。4月21日に高岡にて、木村のIWA世界ヘビー級王座に金網デスマッチで挑戦した。同年の秋からはテネシー州メンフィスのCWAに参戦、ジェリー・ローラーやビル・ダンディーとCWA世界ヘビー級王座を争った（テネシーではザ・ハルクこと若手時代のハルク・ホーガンとも対戦している）。1980年1月にはダラス地区でマーク・ルーインとテキサス・ブラスナックル王座を争ったが、長年使用していたステロイド剤の副作用の影響により、以降しばらくマット界から姿を消すこととなる。なお、同年は "1980 World's Strongest Man" に出場して7位入賞という記録を残している。

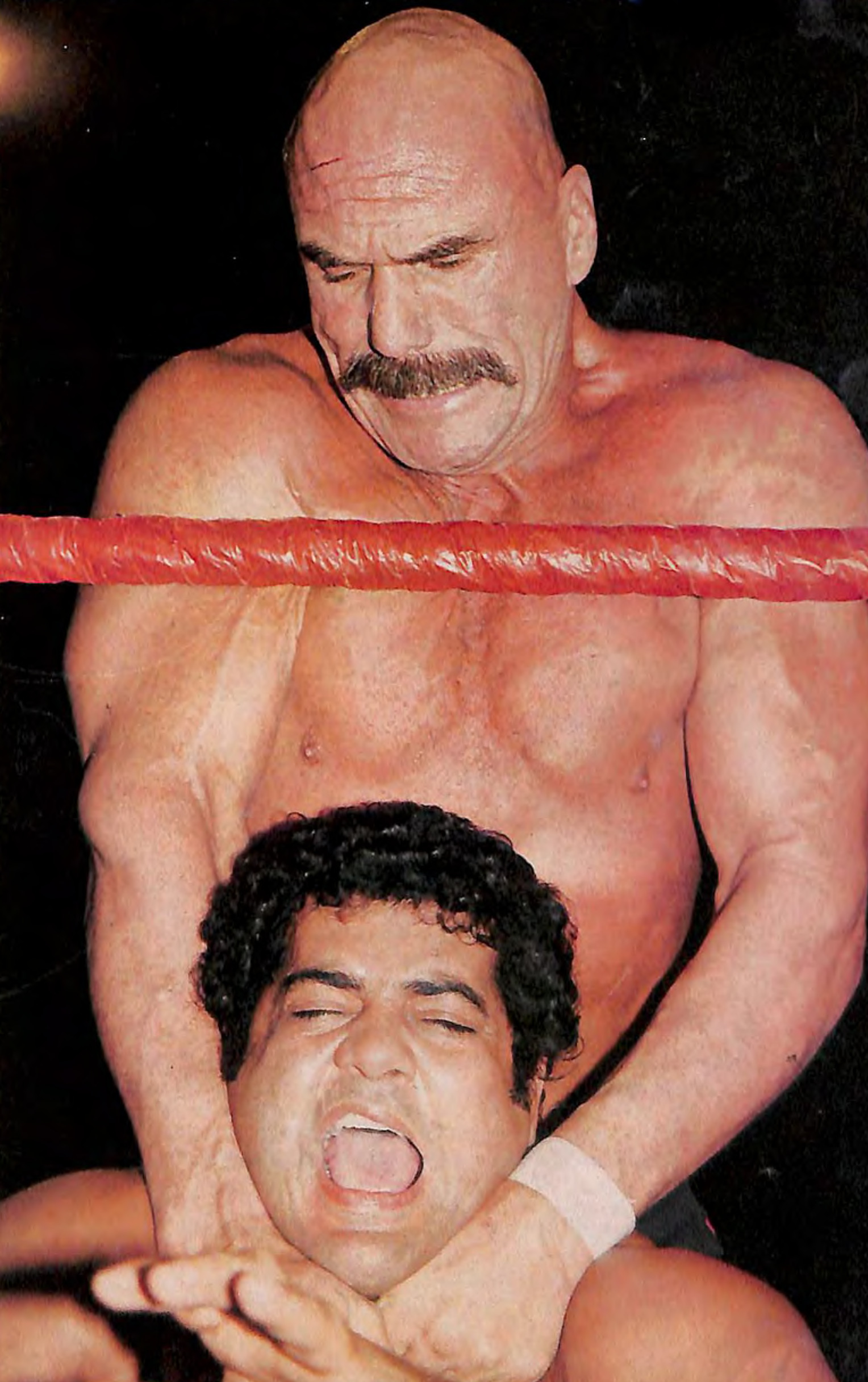
ペドロ・モラレスを攻撃するグラハム（1983年）

一時は癌による死亡説も囁かれたが、1982年下期より、マーシャルアーツ・スタイルに変身してWWFにカムバック。体重を260ポンド（約117kg）まで落とし、スキンヘッドに口髭を蓄えビジュアルイメージも一新させて再起を図り、バックランドとの抗争を再開したものの、筋肉はそげ落ち往時のスーパースターの面影はなかった（WWF復帰前の同年1月、通算5回目の来日となる新日本プロレスへの参戦が急遽実現している）。しかしながら、復帰後もWWFではトップヒールとして迎えられ、バックランドのWWFヘビー級王座には、10月4日、11月22日、12月28日と同年のMSG定期戦にて3ヵ月連続で挑戦。ペドロ・モラレスが保持していたインターコンチネンタル・ヘビー級王座にも東部各地で挑戦した。
1983年4月にWWFを離脱して以降は、古巣のAWAやNWAの南部テリトリーを転戦。1984年のNWA復帰時点で体重を全盛期と同水準まで戻し、フロリダではケビン・サリバン率いるヒール軍団「アーミー・オブ・ダークネス」に加入してローデスやブラックジャック・マリガンと抗争、5月には当時のNWA世界ヘビー級王者ケリー・フォン・エリックに連続挑戦した。同年6月10日にはビリー・ジャック・ヘインズからNWAフロリダ・ヘビー級王座を奪取、久々のタイトル戴冠を果たしている。ジム・クロケット・ジュニアが運営していたミッドアトランティック・チャンピオンシップ・レスリングでは、ポール・ジョーンズをマネージャーにアブドーラ・ザ・ブッチャーやコンガ・ザ・バーバリアンと共闘し、1984年11月22日開催の『スターケード '84』ではAWA時代の旧敵マクダニエルと対戦、以降もマニー・フェルナンデスやジミー・バリアントと抗争を展開した。1985年夏以降は彼自身「失敗であった」と述懐したマーシャルアーツのギミックを捨て、「スーパースター・スタイル」の絞り染めコスチュームを復活。体重を更に増量させた上で、スキンヘッドと虎柄に染め分けられたした顎髭（ラウンド髭）という新たなスーパースター・ギミックを確立したが、この時すでに腰に重篤な故障を抱える状況となっていた。
その後、再び体調を崩してセミリタイア状態となり、1986年下期にベビーフェイスのレスラー兼カラー・コメンテーターとしてWWFと再契約。WWF復帰後は以前の視聴者人気を取り戻していたが、下半身の故障は深刻で同年8月には人口股関節置換術が必要と診断され、WWFは9月27日に行われた手術の様子を放送するに至った。翌1987年中旬にリングに復帰、ハーキュリーズやブッチ・リードとの抗争を開始したが、同年11月14日放映の "WWF Superstars of Wrestling" において、ワンマン・ギャングのランニング・スプラッシュを連続して受けた際に再び腰を負傷したことが原因となり、現役を引退した。なお、この際にギャングとリードから暴行を受けるグラハムの救援に入ったのがドン・ムラコであり、これが縁となって、フェイスターンしたムラコのマネージャーを引退後に務めることとなったが、1988年に解雇される。以降はWWFとの関係が険悪になり、テレビ番組でWWF内部の薬物使用問題を暴露。1990年代に行われた「ステロイド裁判」では検察側の証人としてビンス・マクマホンに不利な証言をするなど、以降10年間以上に渡ってWWFとは絶縁状態となった。

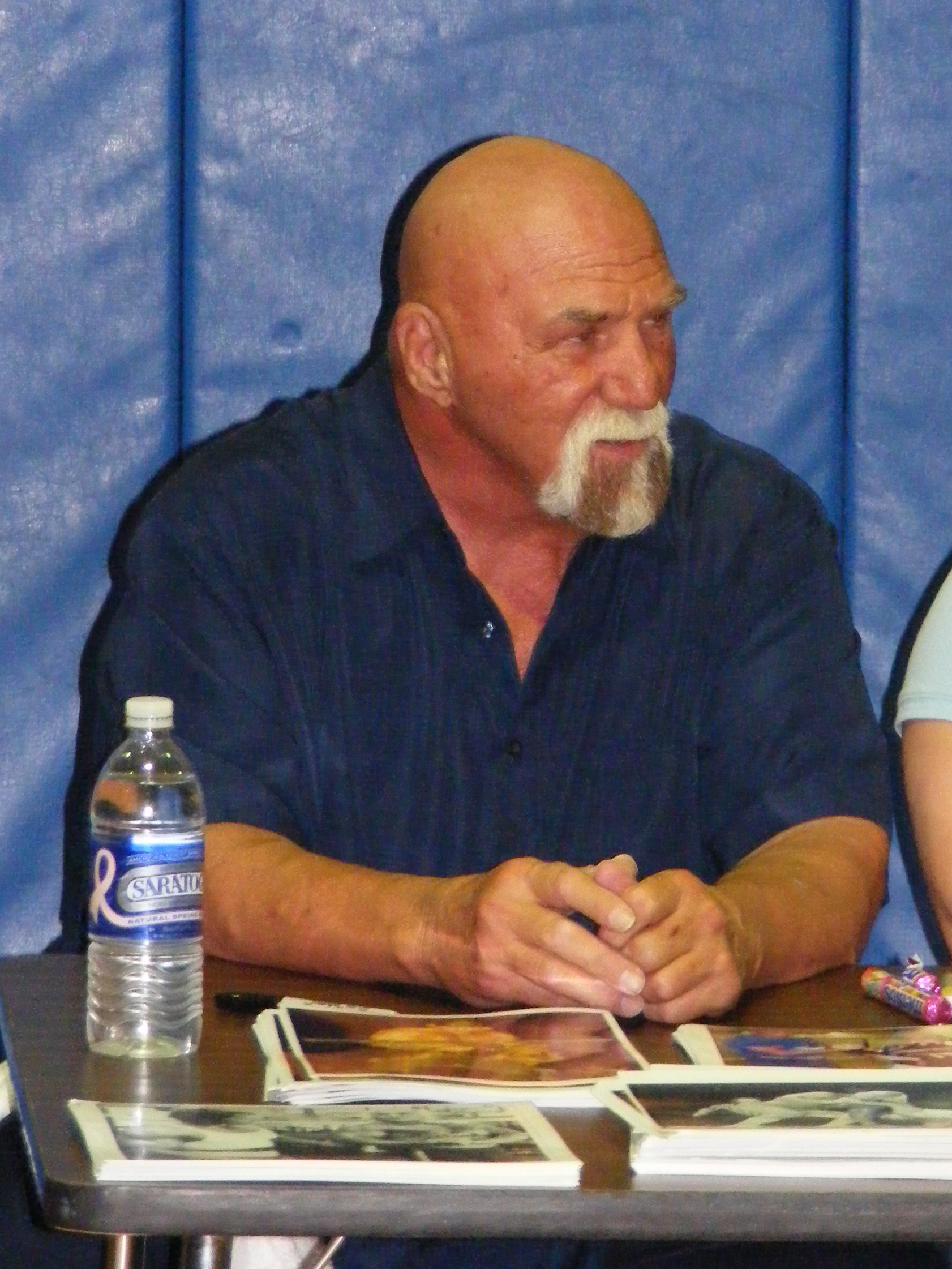
2008年

2003年にマクマホンと和解して、翌2004年にはWWE殿堂に迎えられた（インダクターはトリプルH）。その後もステロイド剤の危険性を訴える活動を行う一方、特別ゲストとしてWWEのテレビ放送に時折登場。2015年11月にはWWEとのレジェンド契約が結ばれた。

### 晩年
2023年1月、耳と頭蓋骨の大きな感染症のため入院し、5月15日には生命維持装置に繋がれ危険な状態となった。以前にも、うっ血性心不全、糖尿病、感染症による難聴など数えきれないほどの深刻な健康問題を抱えており、病院の集中治療室に3週間以上収容されていたが、その間に体重が45kgも減るほど衰弱し、2日後の5月17日に死去。79歳没。
リック・フレアーは自身のFacebookにて「スーパースターのビリー・グラハムが我々のもとを去った。私のキャリアに影響を与えてくれてありがとう」と追悼の意を表した。

## 得意技
- フルネルソン
- スーパースター・リクライナー
- ベアハッグ
- カナディアン・バックブリーカー
- ダイビング・ニー・ドロップ
- エルボー・ドロップ

## 獲得タイトル
WWWF / WWE
- WWWFヘビー級王座：1回[26][27]
- WWE殿堂：2004年度[42]

NWAサンフランシスコ

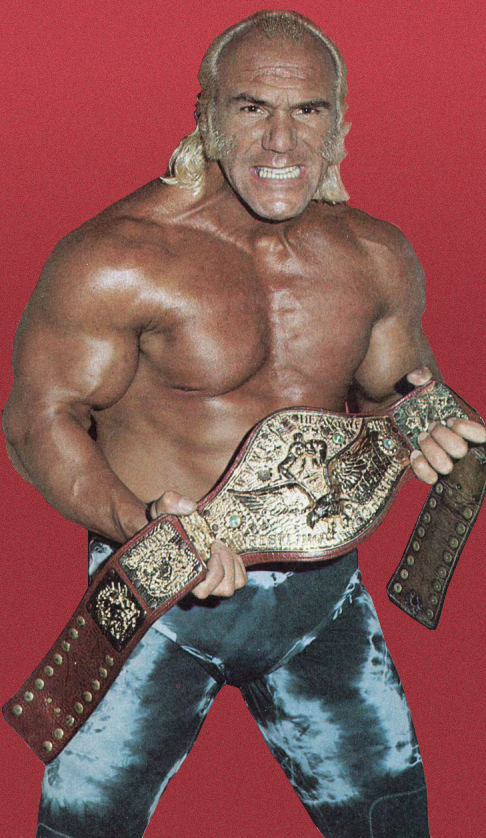
WWWFヘビー級王者時代（1977年）

- NWA世界タッグ王座（サンフランシスコ版）：2回（w / パット・パターソン）[8]

NWAミッドパシフィック・プロモーションズ
- NWAハワイ・ヘビー級王座：1回[47]

NWAビッグタイム・レスリング
- NWAテキサス・ブラスナックル王座：3回[18]

チャンピオンシップ・レスリング・フロム・フロリダ
- NWAフロリダ・ヘビー級王座：2回[24]
- NWAフロリダ・タッグ王座：1回（w / オックス・ベーカー）[25]
- NWA南部ヘビー級王座（フロリダ版）：1回[1]

インターナショナル・レスリング・エンタープライズ
- IWA世界ヘビー級王座：1回[10]

コンチネンタル・レスリング・アソシエーション
- CWA世界ヘビー級王座：1回[32]